# Limerick Junction
Limerick Junction (ang: Limerick Junction railway station) – stacja kolejowa w miejscowości Limerick Junction, w hrabstwie Tipperary, w Irlandii. Węzeł kolejowy dwóch linii Dublin – Cork i Limerick – Rosslare. Została otwarta w 1853 roku. 
Stacja jest zarządzana i obsługiwana przez Iarnród Éireann.

## Linie kolejowe
- Linia Dublin – Cork
- Linia Limerick – Rosslare